# Паутинник аномальный
Паути́нник анома́льный или необы́чный (лат. Cortinarius anomalus) — несъедобный гриб семейства Cortinariaceae. 
Синонимы:
- Agaricus anomalus Pers., 1796
- Cortinarius azureovelatus P.D. Orton, 1958
- Cortinarius azureus Fr., 1838
- Cortinarius epsomiensis P.D. Orton, 1958
- Cortinarius lepidopus Cooke, 1887
- Dermocybe anomala (Fr.) Wünsche
- Dermocybe azurea (Fr.) Ricken, 1915

## Описание

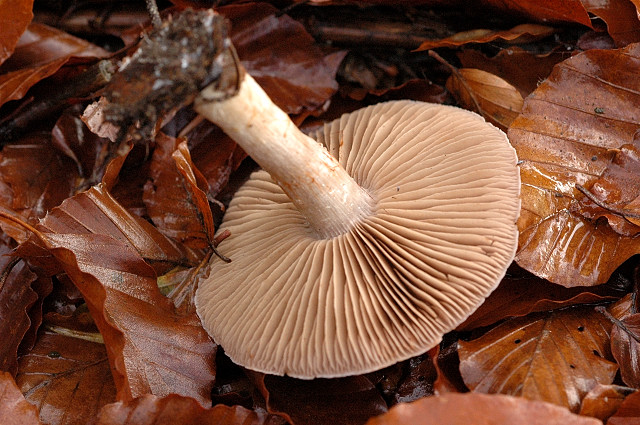
Пластинки паутинника аномального

- Шляпка 4—7 см в диаметре, выпуклая, затем плоская, гладкая, шелковистая, сухая, сначала серая или серовато-бурая, по краю голубовато-фиолетовая, затем часто становится бурой или красновато-коричневой. Кортина серовато-фиолетового цвета.
- Пластинки приросшие зубцом, редкие, у молодых грибов голубовато-фиолетовые, с возрастом становятся светло-бурыми или ржаво-бурыми.
- Мякоть голубовато-фиолетового, в основании ножки кремового цвета. Запах и вкус отсутствуют.
- Ножка 6—10×0,5—1,3 см, шелковистая, гладкая, серо-палевая или бледно-охристая, в верхней части серовато-голубоватая, цилиндрическая или клубневидная. Пояски на ножке желтоватого или бледно-охристого цвета.
- Споровый порошок ржаво-коричневый. Споры 7—9×6—7,5 мкм, широкоэллипсоидной до почти шаровидной формы, мелкобородавчатые.

## Экология и ареал
Встречается в хвойных и лиственных лесах.
В Европе произрастает в Австрии, Бельгии, Болгарии, Германии, Великобритании, Норвегии, Польше, Эстонии, Литве, Белоруссии, Финляндии, Франции, Швейцарии и Швеции. Также встречается в Марокко, США и на острове Гренландия. На территории России встречается в Коми, Карелии, Амурской, Тверской, Ярославской, Челябинской, Свердловской, Иркутской и Томской областях, Красноярском, Хабаровском и Приморском краях.